# وویچیخ زابوتسکی
وویچیخ زابوتسکی (لهستانی: Wojciech Zabłocki؛ زادهٔ ۶ دسامبر ۱۹۳۰) یک معمار و قهرمان شمشیربازی اهل لهستان است.
وی در مسابقات کشوری و بین‌المللی در مجموع برندهٔ ۴ مدال طلا، ۳ مدال نقره، ۵ مدال برنز شده‌است.
وی همچنین برندهٔ جوایزی همچون جایزه افتخاری انجمن معماران لهستان (۲۰۱۷) شده‌است.